# Lista postaci serialu Dom dla Zmyślonych Przyjaciół pani Foster
Lista postaci serialu Dom dla Zmyślonych Przyjaciół pani Foster – lista fikcyjnych postaci występujących w serialu animowanym Dom dla Zmyślonych Przyjaciół pani Foster autorstwa Craiga McCrackena, emitowanym przez Cartoon Network w latach 2004–2009.
Oś fabularną serialu stanowi pomysł, wedle którego wymyśleni przez dzieci przyjaciele pojawiają się w rzeczywistości, a gdy dzieci dorastają, porzucone przez nich twory wyobraźni trafiają do przeznaczonego dla nich domu opieki. Dla zapewnienia porządku i stałości zestawienia uwzględniono w nim wyłącznie postacie, które wystąpiły w co najmniej trzech odcinkach, w tym przynajmniej jeden z nich był  im poświęcony, z jednoczesnym uwzględnieniem tytułowej postaci serialu.
Głównym bohaterem serialu jest Bloo, zmyślony przyjaciel wymyślony przez chłopca Maksa. Bloo trafia do tytułowego ośrodka dla wytworów ludzkiej wyobraźni, kierowanego przez ekscentryczną panią Foster i stworzonego przez nią pedantycznego Pana Zająca. Do innych głównych postaci serialu należą zmyśleni przyjaciele Chudy, Eduardo i Koko, a także odpowiadająca za porządki w ośrodku wnuczka pani Foster, Franka. W niektórych odcinkach serialu pojawiają się zmyśleni przyjaciele Ser i Jackie Kaktus, dziewczynka Goo oraz Tadek, brat Maksa. W poszczególnych odcinkach przewijają się inne, mniej istotne dla fabuły postacie. Bohaterowie serialu spotkali się na ogół z pozytywnym przyjęciem przez krytyków.

## Postacie główne
| Postać        | Odcinki z udziałem postaci                                                                                    | Aktorzy głosowi                                                                              | Charakterystyka |
| ------------- | --- | -------------------------------------------------------------------------------------------- | --- |
| Bloo          | nr 1–79 | Keith Ferguson (oryginalna wersja) Grzegorz Drojewski (polska wersja)                        | Bloo (określający siebie nazwiskiem Blooregard Q. Kazoo) jest niebieskim zmyślonym przyjacielem i stanowi główną postać serialu. Bloo został wymyślony przez Maksa, gdy ten miał trzy lata; został umieszczony w domu opieki pani Foster po incydencie mającym miejsce w Nowym domu Bloo. Choć Bloo z początku stara się być miły i przyjazny w nowym otoczeniu, od odcinka Wojna o fotel do końca serialu przejawia swe charakterystyczne cechy: egoizm, megalomanię, nieopanowany temperament i zdolność do wywoływania kłopotów. Egoizm Bloo w pełni wyraża się w odcinku Komplikacje z wyzwoleniem, w którym uwalnia on przyjaciół niejako przypadkiem i tylko po to, żeby odszukać baterię do swojego Game Boya. Bloo jest nieudacznikiem winiącym cały świat za swoje niepowodzenia; w odcinkach Słodki interes i Kto mieczem wojuje zraża do siebie wszystkich pensjonariuszy domu. Przez większą część serialu nie potrafi nawet odbić paletki z piłką na gumce – twierdzi, że jest ona zepsuta; sprawnie radzi sobie natomiast w kręgielni. Nie cierpi zarówno Pana Zająca, jak i Franki, której niekiedy uprzykrza życie. Bloo jest owładnięty marzeniem skupienia na sobie uwagi świata i pracy w showbiznesie, co z krótkotrwałym powodzeniem wykorzystuje. |
| Maks          | nr 1–68, 70–79                                                                                                | Sean Marquette (oryginalna wersja) Kajetan Lewandowski, Benjamin Lewandowski (polska wersja) | Maks (ang. Mac) jest niskim, ośmioletnim chłopcem z brązowymi włosami. Nosi czerwony podkoszulek z białymi, cętkowanymi rękawami, oliwkowe spodnie, czarne buty oraz plecak. Maks jest twórcą Bloo, którego wymyślił w wieku trzech lat; mimo oddania go do domu opieki pani Foster regularnie go odwiedza. Stanowi przeciwieństwo swojego tworu – jest przyjacielski, na ogół spokojny i zrównoważony. Potrafi cierpliwie znosić zarówno dziwactwa Bloo, jak i wynaturzenia innych bohaterów. Odznacza się także błyskotliwością i inteligencją, którą wykorzystuje w sytuacjach kryzysowych. Od odcinka Moja droga Franko jest zafascynowany Franką, w której się zakochuje. Mimo wyważonego usposobienia Maks ma jedną poważną wadę – wszelkie słodycze działają na niego jak na narkotyki, więc po ich zjedzeniu chłopiec wpada w szał. Maks mieszka wraz ze swoją matką i bratem Tadkiem, który regularnie się nad nim znęca. |
| Chudy         | nr 1–18, 20–79                                                                                                | Phil LaMarr (oryginalna wersja) Wojciech Paszkowski (polska wersja)                          | Chudy (ang. Wilt) jest wysokim, czerwonym zmyślonym przyjacielem i jednym z mieszkańców domu pani Foster. Sypia na podłodze, pod dwuosobowym łóżkiem, na którym śpią Eduardo i Bloo, który zajął jego wcześniejsze miejsce. Jego szczególną pasję stanowi koszykówka, w której wykazuje mistrzowską biegłość. Wynika to z faktu, iż Chudego wymyślił koszykarz Jordan Michaels (przeinaczenie nazwiska Michaela Jordana). Rywal Michaelsa z boiska stworzył innego zmyślonego przyjaciela, który podczas meczu koszykówki zgniótł Chudemu oko i rękę. Chudy jest uprzejmy, koleżeński i pomocny, jednakże ma poważne problemy z asertywnością, boi się również występów przed publicznością. Chudy szczyci się mianem „przyjaciela miesiąca”, przygarniając porzuconych zmyślonych przyjaciół i przyprowadzając ich do domu pani Foster. |
| Eduardo       | nr 1–18, 20–42, 44–67, 69–79                                                                                  | Tom Kenny (oryginalna wersja) Marcin Troński (polska wersja)                                 | Eduardo to masywny zmyślony przyjaciel o fioletowym futrze i wyglądzie byka (acz chodzącego na dwóch łapach), który nosi siwe spodnie. W wieku dziecięcym wymyśliła go późniejsza latynoska policjantka Nina Valerosa, aby bronił ją przed brutalnymi nastolatkami. Dzieli pokój z Chudym, Koko i Bloo, sypia w dwuosobowym łóżku (na górze). Eduardo mimo budzącej postrach postawy jest jednak naprawdę wrażliwy i boi się nawet najdrobniejszych rzeczy. Lubi filmy dla małych dzieci, zwłaszcza serial pod tytułem Loren poznaje świat (parodię serialu animowanego Dora poznaje świat). W pokoju posiada swoją skrzynkę z zabawkami, domek dla lalek oraz własną skarbonkę. Mimo strachliwości Eduardo ma jednak przebłyski heroizmu, co widoczne jest w odcinku Eddie Potwór, w którym pokonuje najstraszniejsze wytwory wyobraźni nastolatków. |
| Koko          | nr 1–18, 20–55, 57–59, 61, 63–66, 68–79                                                                       | Candi Milo (oryginalna wersja) Anna Apostolakis (polska wersja)                              | Koko (ang. Coco) to zmyślona przyjaciółka przypominająca połączenie ptaka, samolotu i rośliny. Jej pochodzenie nie jest znane: znaleźli ją na wyspie na Pacyfiku naukowcy Adam i Douglas, którzy przyprowadzili ją do Domu dla zmyślonych przyjaciół pani Foster. Koko mieszka w jednym pokoju z Chudym, Eduardo oraz Bloo, sypiając w gnieździe. Potrafi wymawiać tylko jeden wyraz „Koko”, mimo to jej język jest zrozumiały dla bohaterów. Cechuje się dziwacznym zachowaniem; przykładowo w odcinku Żadnych szalonych prywatek zakochuje się w lampie. Na ogół jednak szybko dostosowuje się do rzeczywistości wokół, imając się różnych zajęć poza Domem; w odcinku Koko na gigancie robi nawet oszałamiającą karierę. Koko znosi różnokolorowe jajka, w których ukryte są różne przedmioty. |
| Franka Foster | nr 1–14, 15–16, 17b–44, 46–50, 52–60, 62–66, 68–79                                                            | Grey DeLisle (oryginalna wersja) Agnieszka Fajlhauer (polska wersja)                         | Franciszka „Franka” Foster (ang. Frances „Frankie” Foster) jest wnuczką pani Foster, zajmującą się pracami porządkowymi w Domu dla zmyślonych przyjaciół pani Foster. Ma 22 lata, urodziła się dokładnie 25 lipca 1984 roku. Ma rude włosy zawiązane w sterczącą kitę; nosi na sobie biały T-shirt, zieloną bluzę rozpinaną z kapturem, dżinsową spódniczkę oraz buty sportowe. Franka pełni różnorodne funkcje: jest sprzątaczką, pomywaczką, kucharką, kierowcą służbowego autobusu i opiekunką zmyślonych przyjaciół. Od dziecka wychowywana przez panią Foster, darzy ją szacunkiem. Z powodu natłoku obowiązków, w tym rygorów narzuconych jej przez Pana Zająca i dziwactw Bloo, okazuje wielokrotnie frustrację i wściekłość; bywa też obiektem upokorzeń ze strony pensjonariuszy domu, stara się jednak odnosić do nich ze współczuciem i troskliwością. Franka mimo przeciętnego wyglądu jest obiektem zalotów ze strony różnych mężczyzn. W wolnych chwilach ogląda telenowelę Kochani i niekochani i słucha punk rocka; ma obsesję na punkcie ciastek swojej babci. |
| Pan Zając     | nr 1–14, 16–22, 24–44, 46–50, 52–53, 55–60, 62–66, 68–79                                                      | Tom Kane (oryginalna wersja) Ryszard Nawrocki (polska wersja)                                | Pan Zając (ang. Mr. Herriman) jest zmyślonym przyjacielem pani Foster oraz prezesem jej domu opieki. Pan Zając ma wygląd królika; jest ubrany w czarną marynarkę z żółtą kamizelką pod spodem, ma białe wąsy i monokl na oku. Jako prezes otrzymuje skromną pensję. Staroświecki w poglądach i zachowaniu, trzyma się kurczowo sztywnych zasad w imię swoiście pojmowanego porządku. Nie cierpi Bloo – z wzajemnością – próbując się go pozbyć. Szczególnie władczo odnosi się do Franki, którą obarcza bagażem reguł i obowiązkiem utrzymania całego domu w czystości. Zazwyczaj stateczny i opanowany, Pan Zając boi się jednak panicznie psów, ma też słabość do marchewek. |
| Pani Foster   | nr 1–6, 8, 11–12, 14–16, 18, 20, 22, 25, 27–29, 32, 34–38, 44, 46, 48–50, 52–58, 62–64, 66, 70, 72–74, 76, 79 | Candi Milo (oryginalna wersja) Miriam Aleksandrowicz (polska wersja)                         | Pani Foster (ang. Madame Foster) jest właścicielką Domu dla wymyślonych przyjaciół, babcią Franki i twórczynią Pana Zająca. Ma niski wzrost, siwe włosy spięte w kok i okulary na nosie; nosi zielony sweter, fioletową spódnicę i małe, czarne buty. Jak na starszą panią wykazuje niezwykłą sprawność fizyczną, niebagatelną przebiegłość, a niekiedy szalony charakter. Cieszy się powszechnym szacunkiem ze strony zmyślonych przyjaciół. |

## Postacie drugoplanowe
| Postać        | Odcinki z udziałem postaci                                          | Aktorzy głosowi                                                     | Charakterystyka |
| ------------- | ------------------------------------------------------------------- | ------------------------------------------------------------------- | --- |
| Tadek         | nr 1–3, 9–10a, 22, 31, 36, 45                                       | Tara Strong (oryginalna wersja) Mariusz Oborski (polska wersja)     | Tadek (ang. Terrence) to brat Maksa, mieszkający wraz z nim i matką w jednym mieszkaniu. Tadek ma czarne włosy i trądzik na twarzy; nosi bordową bluzę, szary podkoszulek i spodnie oraz białe buty. Lubi znęcać się nad Maksem, w serialu jednak przedstawiany jest jako mało bystry. |
| Księżna       | nr 1–3, 6, 14, 31, 60–61                                            | Grey DeLisle (oryginalna wersja) Agnieszka Matysiak (polska wersja) | Księżna (ang. Duchess) – nielubiana przez innych pensjonariuszy domu zmyślona przyjaciółka. Księżna ma żółtą cerę i ma krótką trąbę. Nosi biały turban z czerwonym kamieniem, zielone, duże kolczyki, biało-czarną suknię, ogon, czarno-zielone rajstopy, czarne buty na szpilkach i medalion. Jedyna płaska zmyślona przyjaciółka w domu. Odznacza się wyniosłością, zdolnością do intryganctwa i pogardą wobec całego otoczenia. |
| Goo           | nr 33, 46–48, 51                                                    | Grey DeLisle (oryginalna wersja) Lucyna Malec (polska wersja)       | Goo Goo Gaga (Goo) jest dziewczynką odwiedzającą dom pani Foster, mającą czarne warkocze, ciemną skórę, niebieskie spodnie na szelkach, tęczową bluzkę i żółte, wysokie buty. Jest wyższa i starsza od Maksa, ma bujną wyobraźnię – skutkującą wymyślaniem niezliczonych rzesz zmyślonych przyjaciół – i wesołe usposobienie: ciągle jest podekscytowana i mówi bardzo szybko.                                                     |
| Ser           | nr 20, 42, 45, 48, 65, 79                                           | Candi Milo (oryginalna wersja) Brygida Turowska (polska wersja)     | Ser (ang. Cheese) to żółty, zmyślony przyjaciel, wykreowany przez dziewczynkę Cler (ang. Louise). Ser nie jest pensjonariuszem domu pani Foster, mimo częstych wizyt. Charakteryzuje się infantylną osobowością oraz irytującym dla mieszkańców domu pani Foster zachowaniem, toteż nie jest tam życzliwie traktowany. Wprowadzenie się Sera do domu pani Foster oznacza ostateczną zagładę instytucji.                            |
| Jackie Kaktus | nr 28, 34–35, 38–39, 44, 52–54, 56, 62–63, 65–67, 70, 72–74, 76, 79 | Phil LaMarr (oryginalna wersja) Janusz Wituch (polska wersja)       | Jackie Kaktus (ang. Jackie Khones) jest małym, zielonym wymyślonym przyjacielem z jednym okiem. Przeważnie publicznie mówi rzeczy, które inni chcą utrzymać w tajemnicy. Jego ulubionym pożywieniem są kanapki, dla zdobycia których często się targuje, a nawet ucieka się do podstępu. Ma dziewczynę – różową wiewiórkę imieniem Fluffy.                                                                                         |

## Projekt postaci

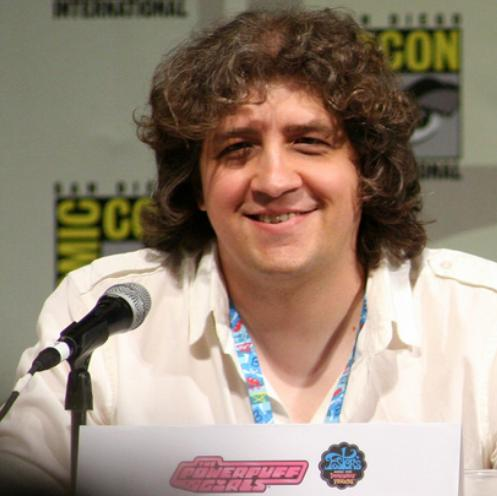
Twórca serialu, Craig McCracken, na festiwalu Comic Con w 2008 roku

Główne postacie serialu Dom dla Zmyślonych Przyjaciół pani Foster zaprojektował osobiście Craig McCracken, reżyser i autor konceptu serialu. Jego celem było stworzenie licznych i dziwacznych pod względem wyglądu bohaterów, a zarazem zbudowanie swoistego portretu twórców poszczególnych zmyślonych przyjaciół. Wytwory wyobraźni w opinii McCrackena powstają w umyśle dziecka po to, żeby je chronić, stanowić dla niego towarzystwo i wypełnić tkwiącą w nim pustkę samotności.
Pierwszą postacią wymyśloną przez rysownika był Bloo. McCracken twierdził, że postać Bloo przypomina mu własne dzieciństwo, w którym starał się być w centrum uwagi. O Bloo jego twórca twierdził, że zespół pracujący nad ową postacią nigdy nie chciał uczynić jej złośliwą; Bloo nie czyni krzywdy innym stworzeniom świadomie, choć niekiedy zbliża się do granicy łotrostwa. Maks z kolei, będący przeciwieństwem swojego zmyślonego przyjaciela, uosabiał współczesne oblicze rysownika – wrażliwego, cichego i ostrożnego. Owe różnice w osobowości McCracken uzasadniał faktem, że w wieku siedmiu lat doświadczył śmierci ojca i przeżył ją głęboko. Obaj bohaterowie wzajemnie się uzupełniają, gdyż bez Maksa Bloo mógłby dokonać bardzo podłych rzeczy.
Postać Franki była inspirowana żoną McCrackena, Lauren Faust. Franka według McCrackena stanowi silną, niezależną kobietę, która ma swoją wizję domu opieki pani Foster; wierzy w cel istnienia ośrodka na tyle, że pomimo natłoku niewdzięcznych prac działa nadal, a pensjonariusze ośrodka traktują ją jak starszą siostrę. Część postaci McCracken zapożyczył jakby z innych epok: Chudy stanowi typ koszykarza z lat 70. XX wieku, z kolei Pan Zając jest postacią ostentacyjnie staromodną. Inny bohater, Jackie Kaktus, pochodzi z kolei z niezrealizowanego pomysłu George’a Lucasa na postać pomagiera Landa Calrissiana w filmie Imperium kontratakuje. Galerię postaci epizodycznych stworzył zespół pracujący nad serialem, między innymi Mike Moon, Ed Baker, Shannon Tindle, David Dunnet i Benjamin Balistreri, którzy za wybitne osiągnięcia indywidualne zdobyli nagrody Emmy na konto serialu.

## Odbiór postaci
Odbiór postaci z Domu dla zmyślonych przyjaciół pani Foster był ogólnie pozytywny. Dziennikarz David Cornelius ze strony DVD Talk opisał asortyment zmyślonych przyjaciół jako zróżnicowany: od niezdarnych wybryków dziecięcej wyobraźni do bardzo skomplikowanych w projekcie stworzeń, różniących się kształtem i wielkością. Cornelius zauważył, że poszczególne wytwory dziecięcej wyobraźni odzwierciedlają osobowość ich serialowych twórców; stąd najprostsze stwory są efektem fantazji niemowląt, groźnie wyglądające stworzenia zaś – produktem wyobraźni nastolatków.
Bloo został określony przez Corneliusa jako przypominający ducha z gry komputerowej Pac-Man; głębszą analizę postaci zaprezentował Mike Pinsky ze strony DVD Verdict. Jego zdaniem Bloo stanowi coś w rodzaju „niczym nieograniczonego id”. Ciekawość recenzentów również wzbudziła postać Sera: o ile Pinsky opisał go jako najzabawniejszą postać show i „kwintesencję surrealistycznego uroku” serialu, to portal IGN określił go mianem „najbardziej wkurzającego bohatera w historii” – w sensie pozytywnym. Chudy w opinii Corneliusa stanowi postać „grzeczną aż do przesady”, Eduardo zaś to „wielki potwór o gołębim sercu”. Koko natomiast została określona przez Pinsky’ego jako najbardziej inteligentna osoba w serialowym towarzystwie. Maks z kolei według Anity Gates z „The New York Timesa” jest po prostu „słodki”.
Większy sceptycyzm względem bohaterów serialu przejawiała Joly Herman ze stowarzyszenia Common Sense Media. Stwierdziła ona, że zmyśleni przyjaciele stanowią „interesującą i zróżnicowaną” paczkę bohaterów, ale tak naprawdę nie wnoszą wiele do fabuły. Ze swoim zachowaniem zaś bohaterowie serialu zdaniem Herman nie są wzorem dla dzieci.